# 必殺仕舞人
『必殺仕舞人』（ひっさつしまいにん）は1981年2月6日から5月1日まで、テレビ朝日系で、毎週金曜日22:00 - 22:54に放送された、朝日放送と松竹（京都映画撮影所、現・松竹撮影所）共同製作のテレビ時代劇。全13話。主演は京マチ子。
必殺シリーズの第16作である。

## 概要
番組タイトルの「仕舞人」は「（悪人の）命をお仕舞いにする」の他に「女の苦しみをお仕舞にする」の意味がある。また、本作のテーマに「女の恨みを晴らす」ことが据えられている。
表向きは民謡手踊り一座を率いて全国を行脚する座長の坂東京山とその仲間達が、裏では各地の駆け込み寺に託された弱い女たちの恨みを晴らしていく。
前々作『必殺うらごろし』が視聴率的に失敗しシリーズ打ち切りの危機に瀕した中で、前作『必殺仕事人』が製作された。『必殺仕事人』は大成功を収め、打ち切りの危機を回避し、約2年近くの長期間に渡り放映された。本作は、シリーズの転機となるその『必殺仕事人』以降で初めて制作された13回（1クール）物である。
本作放送開始の1か月前に放送された必殺シリーズ初のスペシャル番組『特別編必殺仕事人 恐怖の大仕事』に、本作の主人公・坂東京山が登場し、主水たち仕事人グループに協力して事件を解決しており、スピンオフ物の一種といえる。
非主水シリーズとして『新 必殺からくり人』から続く旅物でもあり、各地の民謡、風土が作品に盛り込まれている（サブタイトルで使用されている）。ただし、からくり人シリーズとの違いとして、殺しの前に仕事料を分配するシーンが毎回ある（必殺シリーズにおける、特に仕事人以降のお約束のシーンである）。また、からくり人シリーズは旅行範囲が限定されていたが（新・からくり人は東海道五十三次をモチーフとして江戸から京都まで、『必殺からくり人・富嶽百景殺し旅』はその名の通り富嶽百景をモチーフとしているため富士山に縁のある地域）、本作ではそのような制約がないため、北は北海道（江差）・青森（津軽）、南は鹿児島・沖縄（琉球）までと、日本国内のかなり広い範囲を旅しているのも違いとなっている。
キャストは草笛光子、山田五十鈴に続く女元締として京マチ子を主演として迎え、新劇出身の俳優 高橋悦史と本田博太郎を起用した。過去のシリーズで主題歌を唄い、ゲスト出演の経験がある西崎みどりが初めてレギュラー出演し、以後『必殺橋掛人』までの非主水シリーズに出演した。
オープニング ナレーションは、前述の『恐怖の大仕事』に悪役で出演し（『江戸プロフェッショナル・必殺商売人』第3話や『必殺仕事人』第61話にも悪役でゲスト出演している）、次作『新・必殺仕事人』でレギュラー（仕事人）三味線屋の勇次役としてデビューする中条きよしが担当した。本作より、チーフプロデューサーの山内久司が劇中のナレーション作成を担当する様になる。また、合気道指導に無名時代のスティーヴン・セガールが携わっている。
本作は続編『新・必殺仕舞人』が制作され、非主水シリーズとしては唯一の前作と同じ配役と世界観による明確な続編が作られた作品である。

## あらすじ
15年前、愛する男に裏切られ、一人娘を死なせて生き甲斐を無くし、全国の駆け込み寺の総本山 鎌倉本然寺に身を投じた坂東京山は、本然寺を纏める善行尼に呼び出される。京山は元は殺し屋だったが、5年前に足を洗っていた。善行尼は「全国の駆け込み寺に託された女の恨みを晴らすために裏の仕事を再開してくれないか」と京山に頼み込む。京山は善行尼の頼みを引き受け、本然寺の本堂修復の勧進興行を名目に民謡手踊り一座を率い、踊り子たちには真の目的を伏したまま、最初の目的地の佐渡へ向かう。
道中で助けた渡世人崩れの直次郎を加え、一同は越後柏崎の駆け込み寺の長国寺に泊まる。長国寺の寺男の晋松も凄腕の元殺し屋であり、京山と同じく本然寺から殺しの頼みを受けていた。晋松はかつて佐渡に住んでいたことがあり、そこで愛した女が殺されるという悲しい過去を持っていた。佐渡の地を再び踏みたくない晋松は依頼を断ろうとしていることを京山に伝える。
佐渡に渡った京山は15年前に自分を捨て、裏切った内田春之介と再会する。内田は数々の女性を自身の出世のために裏切り、地獄に落とし、今は戸塚修理という名前で奉行所与力の地位を得ていた。この内田こそが今回の標的であり、更に調べる内に晋松の恋人を死に追いやったのは内田であると発覚する。
京山と晋松は裏稼業に復帰することを決意し、内田とその仲間を葬る。ところが、その場を直次郎に目撃されてしまう。晋松は掟通り直次郎を殺そうとするが、京山はそれを止め、直次郎を仲間に誘う。ここに仕舞人チームが結成された。
坂東京山一座は日本各地の駆け込み寺に託された女たちの恨みを晴らすべく、殺し旅を始める。

## 登場人物

### 仕舞人
坂東京山
演 - 京マチ子
民謡手踊り一座の座長。優しく聡明な女性で時に厳しいながらも、一座の踊り子たちからは母親のように慕われる。
本名はお京で、15年前に愛する男に裏切られ、本然寺に駆け込む。その後は本然寺の依頼で殺しを行っていたが、5年前に足を洗っていた。しかし、善行尼に再び、女の恨みを晴らす殺し屋になって欲しいと頼まれ、表向きは民謡手踊り一座の座長として、裏の稼業に復帰する。
最終回で、一座の解散を決意し、悪人たちを葬った後は、おはなと自分が葬った者たちを弔う、巡礼の旅に出る。
晋松
演 - 高橋悦史
プロの元殺し屋。情報収集のため、明るく女好きな一面を見せるが、本性は剛毅な男性。仕舞人の参謀役として、京山を支える。
かつて裏の仕事を仕損じて、佐渡に潜伏していた時に居酒屋の女将と恋仲となるが、その彼女を殺された。犯人の男を殺害したためにお尋ね者となり、佐渡を去り、越後柏崎の駆け込み寺で、寺男をしていた。京山と同じく、本然寺の依頼で裏稼業に復帰し、一座に合流する。
一座とは別行動を取り、目的地に先行し、情報収集を行う。女性の扱いが上手く、遊女から情報を聞き出すことが多い。
最終回で重傷を負い、瀕死の状態で、最後の仕事を行う。
直次郎
演 - 本田博太郎 (予告編ナレーションも担当)
坂東京山一座が佐渡へ向かう途中の宿場で出合った、無宿人の若者。陽気で、お調子者だが、義理人情に厚い。
国定忠治に子分入りを志願するが相手にされず、忠治の取り巻きに痛い目に合わされたところを京山に拾われる。京山に恩義を感じ、守ろうとして、彼女の裏の顔を知ってしまう。晋松に仕舞人の掟通りに殺されそうになるが、素質を見出した京山に誘われ、仕舞人となる。
一座のムード メーカーで、台車引きなど、女手ばかりの一座の力仕事も担う。
最終回で、京山に最後まで付き従った後、小船で、一人旅に出る。
おはな
演 - 西崎みどり
一座の踊り子の女性。7人の踊り子たちの纏め役で、京山からの信頼も厚い。
当初は他の踊り子たちと同様、一座の本当の目的については知らなかったが、第6話で、京山たちの殺しの現場を目撃してしまい、晋松に仕舞人の掟に従い、殺されそうになったところを京山に救われる。以後は仕舞人の密偵として、裏の仕事に関わる。
最終回で、京山に最後まで付き従うことを決意し、敵を倒した後、京山と巡礼の旅に出る。

### その他
- おまつ - 小柳圭子
- さくら - 石屋智子
- きく - 尾崎弥枝
- ぼたん - 芦原薫
- うめ - 工藤時子
- はぎ - 高見町子
- 春海尼 - 宮田圭子
- 善行尼 - 原泉

ナレーション
語り - 中条きよし
作 - 工藤栄一、山内久司

### ゲスト
第1話「恨みが呼んでる佐渡おけさ」
- 横山主税 - 西山嘉孝
- めし屋の親爺 - 日高久
- 春草尼 - 新海なつ
- 浪人 - 下元年世
- 大身の侍 - 国田栄弥
- 同心 - 松田明
- 小役人 - 遠山二郎
- 下役人 - 美鷹健児
- 大店の女房 - 山口朱美
- 老婆 - 岡嶋艶子
- 長円寺の庵主 - 高木峯子
- あやめ - 藤洋子
- つばき - 吉田哲子
- おこう - 田島令子
- 戸塚修理 - 戸浦六宏

第2話「さんさ時雨は涙雨 - 仙台 -」
- 奥山久太夫 - 玉生司朗
- 石母田隼人 - 出光憲司
- 志乃 - 高瀬春奈
- 三浦 - 森次晃嗣
- 伊達安房 - 大下哲矢
- 松江 - 三浦徳子
- イネ - 中塚和代
- 三輪 - 吉田純子
- 民 - 久仁亮子
- 八重 - 久野陽子
- 玉 - 大崎紀子
- 老尼 - 小林加奈枝
- 善信尼 - 田村好子
- 小者 - 梶山雅一
- 町の男 - 松尾勝人

第3話「織姫悲しや郡上節 - 郡上八幡 -」
- 音松 - 佐藤仁哉
- おりく - 賀田裕子
- おかよ - 早乙女愛
- 唐十郎 - 山本一郎
- 天満屋 - 谷口完
- 寂妙尼 - 鮎川十糸子
- 居酒屋の女 - 道井恵美子
- 弥吉 - 五十嵐義弘
- おもん - 木下サヨ子
- 女郎 - 吉田哲子
- 町の男 - 伊波一夫

第4話「江差追分母娘の別れ - 北海道・江差 -」
- おしん - 仁和令子
- 勝造 - 佐藤京一
- 江差屋 - 永野辰弥
- お栄 - 谷口香
- 源次 - 妹尾和夫
- 吾作 - 寺下貞信
- 妙蓮尼 - 近江輝子
- 茂助 - 梶本潔
- 留五郎 - 滝譲二
- 弥七 - はりた照久
- 伝八 - 丸尾好広
- 伊之吉 - 森山紹秀
- のみ屋親爺 - 藤川準
- 江差屋の女 - 神東利衣

第5話「津軽じょんがら嘆きのひと節 - 青森 -」
- 高森陸奥守 - 西山辰夫
- 早雲（誠二郎） - 山口嘉三
- 越後の庄屋 - 藤沢薫
- 月生院 - 山口真代
- 鷹衛門 - 北村光生
- りつ - 赤塚歩
- やくざ - 中村豊明
- 女郎タキ - 河野清子
- 女郎ヨネ - 河野富子
- 村人 - 前田邦宏
- 村人 - 伊波一夫
- すわ - 久保にしき
- なつ - 吉沢京子

第6話「花笠音頭は地獄で踊れ - 山形 -」
- 小野田 - 遠藤征慈
- 庄内屋 - 高木二朗
- 吉津典膳 - 江並隆
- おひさ - 岡田美佐子
- お杉 - 松井加容子
- 浄月尼 - 荒木雅子
- 松井 - 諸木淳郎
- 小沢 - 梶山雅一
- おしか - 福島幸子
- 茶店の老婆 - 松田春子
- 牢名主 - 秋山勝俊
- 江島 - 美鷹健児
- 弥吉 - 伊藤克美
- 小三次 - 加藤正記
- 彦市 - はしだのりひこ

第7話「丹後の宮津の嘆き唄 - 京都・宮津 -」
- 坂田喜兵衛 - 須賀不二男
- お初 - 佐藤万理
- 友田新助 - 小林芳宏
- 本庄弥平次 - 綾川香
- 林左内 - 武周暢
- 早川久蔵 - 石倉英彦
- 観心尼 - 坂本和子
- 女郎屋の亭主 - 邦保
- 織江 - 末永直美
- よね - 原田三和子
- 留吉 - 扇田喜久一
- 女郎 - 嶺はるか
- 女郎 - 奥丁敬子
- 女郎 - 野間かおる
- 女郎 - 京あけみ

第8話「坊さん かんざし買うを見た - 高知 -」
- 鶴富楼お倉 - 上月左知子
- お光 - 木村弓美
- 亀屋久兵衛 - 高野真二
- 入船屋和助 - 田中弘史
- 寅蔵 - 高峰圭二
- 信戒尼 - 楠本光子
- 丑松 - 下元年世
- おはる - 松谷令子
- おこま - 大崎紀子
- おみち - 稲田弘子
- およね - 岡本典子
- 宗純 - 藤木敬士

第9話「女泣かせた鹿児島おはら節 - 鹿児島 -」
- 浪花の辰蔵 - 亀石征一郎
- おさと - 飛鳥裕子
- 音松 - 宮城健太郎
- 高倉軍兵衛 - 田畑猛雄
- おしの - 赤座美代子

第10話「身を投げ生きる安里屋ユンタ - 琉球 -」
- 知念 - 林ゆたか
- マヤ - 里見和香
- 島津剛之介 - 溝田繁
- 与力 - 白川浩二郎
- 春月尼 - 小林泉
- 島長 - 堀内一市
- 島民 - 笹吾朗
- 島民 - 北川隆一
- 島民 - 加藤正記
- 島民 - 梶山雅一
- 島民 - 河野富子
- 島民 - 大山栄子
- 島民 - 山本千代美
- 島民 - 樋高邦子
- 女郎タキ - 池田幸路
- 栄進 - 多田潤一郎
- 門番 - 加茂雅幹
- クバ - テレサ野田

第11話「秋田音頭は国盗り家老の冥土唄 - 秋田 -」
- さと - 千野弘美
- よね - ひろみどり
- 影 - 金井進二
- 治三郎 - 森大河
- 竹田 - 西田良
- 儀右衛門 - 山村弘三
- 松月尼 - 島村晶子
- 松平斉典 - 沖ときお
- 猪助 - 吉田滋
- 文太 - 蔵多哲雄
- 百姓 - 美鷹健児
- 百姓 - 梶山雅一
- 森藤左衛門 - 早川保

第12話「おちゃやれ節騙した男へ波しぶき - 紀伊 -」
- 尾上喜寿郎 - 浜田晃
- おみつ - 竹井みどり
- 岬屋磯吉 - 加賀邦男
- 利助 - 水上保広
- 山科屋 - 西園寺章雄
- 藤松 - 浜伸二
- 仁吉 - 諸木淳郎
- お辰 - 高木峯子
- 静安尼 - 上田恵子
- 伊之助 - 野崎善彦
- おとき - 紅萬子
- 定七 - 花岡秀樹
- 検死役人 - 丸尾好広
- 岬屋手代 - 真田実
- 尾上鶴之丞 - 片岡秀太郎

第13話「深川節唄って三途の川渡れ - 江戸 -」
- 帷子の辰 - 片桐竜次
- 吉沢頼母 - 杉江廣太郎
- 信妙尼 - 磯乃千鳥
- おすえ - 宮本毬子
- お糸 - 小野朝美
- 聖妙尼 - 二宮さよ子
- 遠山左源太 - 宮川珠季
- 菊川喜三郎 - 筑波健
- 検番同心 - 松田明
- 名張屋 - 北村光生
- 大木戸の同心 - 須永克彦
- 女座長 - 早見栄子
- 本然寺の尼僧 - 宮田圭子
- 檜屋 - 北原将光
- おりく - 峯るみ子
- おすみ - 藤洋子
- 番頭仁平 - 伊波一夫

## 殺し技
殺しのBGMは「荒野の果てに」、京山のみ「必殺!」。
坂東京山
長簪を悪人の首筋、額などの急所に突き刺す。補助的に柔術を用い、相手をいなし、投げ飛ばすことがある。
事前の予定では針を仕込んだ扇を使うことになっていた。
晋松
鋼の刃を仕込んだ腰縄を悪人の首に巻き付け、刃を引き抜き、頚動脈を切断する。
事前の予定では水で濡らした赤い和紙を相手の顔に貼り付け、窒息死させるというものになっており、新番組予告のフィルムで披露されている。
直次郎
長匕首を用いた一撃必殺の居合術で悪人を刺す、斬り殺す。

## スタッフ
- プロデューサー - 山内久司（第5話から「制作」と表記）、仲川利久（朝日放送）、櫻井洋三（松竹）
- 脚本 - 野上龍雄、吉田剛、保利吉紀、筒井ともみ、長瀬未代子、石森史郎、林企太子
- 音楽 - 平尾昌晃
- 監督 - 工藤栄一、松野宏軌、原田雄一、都築一興、黒田義之、井上梅次
- 協力 - 新演技座
- 合気道指導 - スティーヴン・セガール(「武　榮道」名義)
- 制作協力 - 京都映画撮影所（現・松竹撮影所）
- 制作 - 朝日放送、松竹

## 主題歌
- 本田博太郎「風の旅人」（CBSソニー（現・ソニー・ミュージックレコーズ））
作詞：山口洋子、作曲：平尾昌晃、編曲：竜崎孝路

## 放送日程
| 話数   | 放送日        | サブタイトル                            | 脚本       | 監督     |
| ------ | ------------- | --------------------------------------- | ---------- | -------- |
| 第1話  | 1981年2月06日 | 恨みが呼んでる佐渡おけさ                | 野上龍雄   | 工藤栄一 |
| 第2話  | 1981年2月13日 | さんさ時雨は涙雨 - 仙台 -               | 吉田剛     | 松野宏軌 |
| 第3話  | 1981年2月20日 | 織姫悲しや郡上節 - 郡上八幡 -           | 保利吉紀   | 原田雄一 |
| 第4話  | 1981年2月27日 | 江差追分母娘の別れ - 北海道・江差 -     | 筒井ともみ | 原田雄一 |
| 第5話  | 1981年3月06日 | 津軽じょんがら嘆きのひと節 - 青森 -     | 長瀬未代子 | 松野宏軌 |
| 第6話  | 1981年3月13日 | 花笠音頭は地獄で踊れ - 山形 -           | 石森史郎   | 都築一興 |
| 第7話  | 1981年3月20日 | 丹後の宮津の嘆き唄 - 京都・宮津 -       | 吉田剛     | 松野宏軌 |
| 第8話  | 1981年3月27日 | 坊さん かんざし買うを見た - 高知 -      | 吉田剛     | 松野宏軌 |
| 第9話  | 1981年4月03日 | 女泣かせた鹿児島おはら節 - 鹿児島 -     | 保利吉紀   | 黒田義之 |
| 第10話 | 1981年4月10日 | 身を投げ生きる安里屋ユンタ - 琉球 -     | 長瀬未代子 | 原田雄一 |
| 第11話 | 1981年4月17日 | 秋田音頭は国盗り家老の冥土唄 - 秋田 -   | 林企太子   | 原田雄一 |
| 第12話 | 1981年4月24日 | おちゃやれ節騙した男へ波しぶき - 紀伊 - | 石森史郎   | 井上梅次 |
| 第13話 | 1981年5月01日 | 深川節唄って三途の川渡れ - 江戸 -       | 石森史郎   | 井上梅次 |

## ネット局
※途中で打ち切られた局や、しばらくの間放送する他系列ネットの局がある。
系列は放送当時のもの。
| 放送対象地域   | 放送局             | 系列                                         | 備考                                                                      |
| -------------- | ------------------ | -------------------------------------------- | ------------------------------------------------------------------------- |
| 近畿広域圏     | 朝日放送           | テレビ朝日系列                               | 制作局                                                                    |
| 関東広域圏     | テレビ朝日         | テレビ朝日系列                               |                                                                           |
| 北海道         | 北海道テレビ       | テレビ朝日系列                               |                                                                           |
| 青森県         | 青森放送           | 日本テレビ系列 テレビ朝日系列                |                                                                           |
| 岩手県         | テレビ岩手         | 日本テレビ系列                               |                                                                           |
| 宮城県         | 東日本放送         | テレビ朝日系列                               |                                                                           |
| 秋田県         | 秋田テレビ         | フジテレビ系列 テレビ朝日系列                | 1981年3月までは、フジテレビ系列の単独加盟局                               |
| 山形県         | 山形放送           | 日本テレビ系列 テレビ朝日系列                |                                                                           |
| 福島県         | 福島テレビ         | TBS系列 フジテレビ系列                       |                                                                           |
| 新潟県         | 新潟総合テレビ     | フジテレビ系列 テレビ朝日系列                | 現・NST新潟総合テレビ 1981年3月までは、日本テレビ系列とのトリプルネット局 |
| 長野県         | テレビ信州         | テレビ朝日系列 日本テレビ系列                |                                                                           |
| 山梨県         | テレビ山梨         | TBS系列                                      |                                                                           |
| 富山県         | 富山テレビ         | フジテレビ系列                               |                                                                           |
| 石川県         | 北陸放送           | TBS系列                                      |                                                                           |
| 福井県         | 福井テレビ         | フジテレビ系列                               |                                                                           |
| 静岡県         | 静岡けんみんテレビ | テレビ朝日系列                               | 現・静岡朝日テレビ                                                        |
| 中京広域圏     | 名古屋テレビ       | テレビ朝日系列                               |                                                                           |
| 鳥取県・島根県 | 山陰放送           | TBS系列                                      |                                                                           |
| 広島県         | 広島ホームテレビ   | テレビ朝日系列                               |                                                                           |
| 山口県         | 山口放送           | 日本テレビ系列 テレビ朝日系列                |                                                                           |
| 徳島県         | 四国放送           | 日本テレビ系列                               |                                                                           |
| 香川県・岡山県 | 瀬戸内海放送       | テレビ朝日系列                               |                                                                           |
| 愛媛県         | 南海放送           | 日本テレビ系列                               |                                                                           |
| 高知県         | テレビ高知         | TBS系列                                      |                                                                           |
| 福岡県         | 九州朝日放送       | テレビ朝日系列                               |                                                                           |
| 長崎県         | 長崎放送           | TBS系列                                      |                                                                           |
| 熊本県         | テレビ熊本         | フジテレビ系列 日本テレビ系列 テレビ朝日系列 |                                                                           |
| 大分県         | 大分放送           | TBS系列                                      |                                                                           |
| 宮崎県         | 宮崎放送           | TBS系列                                      |                                                                           |
| 鹿児島県       | 南日本放送         | TBS系列                                      |                                                                           |

## 前後番組
| テレビ朝日系 金曜22時台（当時はABCの制作枠）           | テレビ朝日系 金曜22時台（当時はABCの制作枠） | テレビ朝日系 金曜22時台（当時はABCの制作枠）    |
| 前番組                                                 | 番組名                                       | 次番組                                          |
| ------------------------------------------------------ | -------------------------------------------- | ----------------------------------------------- |
| 必殺仕事人（1979年） （1979年5月18日 - 1981年1月30日） | 必殺仕舞人 （1981年2月6日 - 1981年5月1日）   | 新・必殺仕事人 （1981年5月8日 - 1982年6月25日） |